# Letònia
La República de Letònia (letó: Latvijas Republika) és una república del nord-est d'Europa amb costa a la mar Bàltica. Letònia és coneguda com un dels països bàltics, juntament amb Estònia i Lituània, que limiten amb la república pel nord i el sud, respectivament. A l'est, comparteix fronteres amb Rússia i Belarús.
Els letons són un poble Bàltic culturalment relacionat amb els estonians i lituans, l'idioma letó té moltes similituds amb el lituà, però no amb l'estonià. Avui en dia les llengües letona i lituana són els únics membres supervivents de les llengües bàltiques de la família indoeuropea.
Letònia és una república parlamentària i un estat unitari i es divideix en 118 municipis (109 novadi i 9 ciutats). Hi ha cinc regions: Curlàndia (Kurzeme), Latgàlia (Latgale), Riga (Rīga), Vidzeme i Zemgale. La República de Letònia es va fundar el 18 de novembre de 1918. Després del període soviètic, Letònia va declarar la restauració de la seva independència de facto el 21 d'agost de 1991.
La capital i ciutat més gran és Riga. Letònia ha estat membre de les Nacions Unides des del 17 de setembre 1991, de la Unió Europea des de l'1 de maig de 2004 i de l'OTAN des de 29 de març de 2004. Va adoptar l'euro com a moneda l'1 de gener de 2014.

## Etimologia
El nom de Letònia prové del francès Lettonie, el qual al seu torn prové de l'alemany Lette, que és la forma com es coneix actualment en aquest idioma als habitants de Letònia. Els letons de tant en tant es refereixen a si mateixos pel nom antic de Latvji, que pot tenir l'origen en la paraula Latve que és un nom del riu que fluïa a través presumiblement del que avui és l'est Letònia. Una tribu de parla finesa coneguda com els livonians es van establir entre els letons i modulà el seu nom com a "Latvis", és a dir "els netejadors de boscos", que és la forma medieval en què colons alemanys també es van referir a aquests pobles. Els colonitzadors alemanys va canviar aquest nom pel de "Lette" i van anomenar Livland a la seva petita colònia inicial. La forma llatina, Livònia, gradualment es va acabar referint a tot el territori de l'actual Letònia, així com al sud d'Estònia, que havia caigut sota el domini alemany. Letons i lituans són els únics membres supervivents dels pobles bàltics i les llengües bàltiques de la família indoeuropea.

## Història
Els pobles bàltics arriben cap al 3000 aC. i cap al 800 aC; s'estructuren en diverses tribus: curonians, latgalians, selonis i semigalians.
Al començament del segle xiii, els territoris que voregen el sud de la Mar Bàltic constitueixen una de les últimes contrades paganes d'Europa. Les Croades Bàltiques dutes a terme pels Germans Livonians de l'Espasa representen la conquesta i la cristianització de la regió. La ciutat de Riga és fundada el 1201 en el riu Daugava, principal via comercial entre Rússia i l'Europa occidental, consolidant així el monopoli dels marxants de la Lliga Hanseàtica. S'estableix un Estat dominat conjuntament per prínceps-bisbes i l'orde dels monjos soldats, que ocupava alhora els territori d'Estònia i de Letònia actuals, amb dues classes ben diferents: d'una banda, una minoria d'origen alemanya que constitueix l'elit política, militar, religiosa, intel·lectual i que monopolitza el comerç i la propietat predial; d'altra banda, els pagesos letons, l'estatut dels quals es degrada al fil dels segles. Entre 1418 i 1562, la regió forma la Confederació Livònia.
Al començament del segle xvi el país, tocat per la Reforma Protestant, opta pel luteranisme. És el teatre de conflictes que l'oposen a veïns cada vegada més poderosos. Al final de les guerres en les quals intervenen Rússia, Lituània, Polònia i Suècia, aquests dos últims Estats es reparteixen el territori letó. El 1710, l'Imperi Rus, en plena expansió, el conquereix al seu torn en el transcurs de la Gran Guerra del Nord.
Al segle xviii, la noblesa predial germanòfona, a qui els dirigents russos concedeixen una gran autonomia, manté els pagesos letons en el servatge, que no és abolit més que al començament de segle xix. Una part de l'elit germanòfona s'interessa per la llengua, la cultura i la història autòctones. Els intel·lectuals prenen el relleu fent un treball de recopilació de la memòria popular i afinant la llengua, el que afavoreix l'aparició de les primeres obres en letó. Al final del segle apareixen els primers partits polítics letons, les reivindicacions dels quals es limite a una autonomia limitada i a la igualtat d'estatut amb els germanòfons. Riga esdevé el tercer centre industrial de l'Imperi rus, mentre que Liepāja es converteix en el port d'amarratge de la flota russa de la Bàltica.
La Primera Guerra Mundial devasta la regió. El 1920, la dissolució de l'Imperi rus permet a Letònia guanyar-se la seva independència després de diversos episodis militars alhora contra l'Exèrcit Roig i les tropes alemanyes. Les terres agrícoles són redistribuïdes als pagesos i s'hi estableix un règim parlamentari. Però durant la Gran depressió, amenaçat per la pujada d'un moviment populista, es transforma el 1934 en un règim semiautoritari.
En vigílies de la Segona Guerra Mundial, el Pacte Mólotov-Ribbentrop permet a la Unió Soviètica d'ocupar Letònia i també Estònia i Lituània. El país és destrossat per l'ocupant. Les elits germanòfones s'exilien en massa per respondre a la crida de les autoritats nazis. El país és envaït a l'estiu 1941 per l'Alemanya Nazi. Els nazis exterminen la forta comunitat jueva instal·lada la regió de Riga, i fan 90.000 víctimes. Letònia és represa el 1944 per les tropes soviètiques. Una part de la població se'n va definitivament del país. Letònia, malgrat una llarga resistència clandestina, és transformada en una república socialista integrada en l'URSS. La societat letona i la seva economia són profundament transformades. Nombroses indústries són instal·lades i l'agricultura és col·lectivitzada. Hi arriba una important minoria russa.
L'esclat de la Unió soviètica el 1991 permet a Letònia de recobrar la seva independència. El nou Estat es transforma ràpidament gràcies a un fort creixement de l'economia i la posada en funcionament d'institucions polítiques i econòmiques modernes. Preocupada per conservar la seva independència de cara al seu veí rus, Letònia s'adhereix a l'OTAN, s'integra a la Unió Europea el 2004 i incorpora l'euro com a moneda el 2014.

## Geografia

Mapa de Letònia mostrant les ciutats

Situat a la riba oriental del mar Bàltic, Letònia es troba a la plana de l'Europa de l'Est, però la vegetació hi és molt diferent de la resta de planes de l'Europa de l'Est, i comparteix moltes similituds amb el bioma de la taigà boreal. Es compon de fèrtils planes baixes, en gran part coberta per boscos, en la seva majoria pins. Fitogeogràficament, Letònia és compartida entre l'Europa Central i del Nord, a les províncies europees de la Regió Circumboreal al regne Boreal. D'acord amb la WWF, el territori de Letònia pertany a l'ecoregió de sàrmates de boscos mixtes.
El punt més alt és el Gaiziņkalns a 311,6 m, i els rius principals són el Daugava, el Lielupe, el Gauja, la Venda, i el Salaca. Una entrada del Mar Bàltic al nord-oest del país, la poca profunditat del Golf de Riga. La costa de Letònia s'estén per 531 quilòmetres.

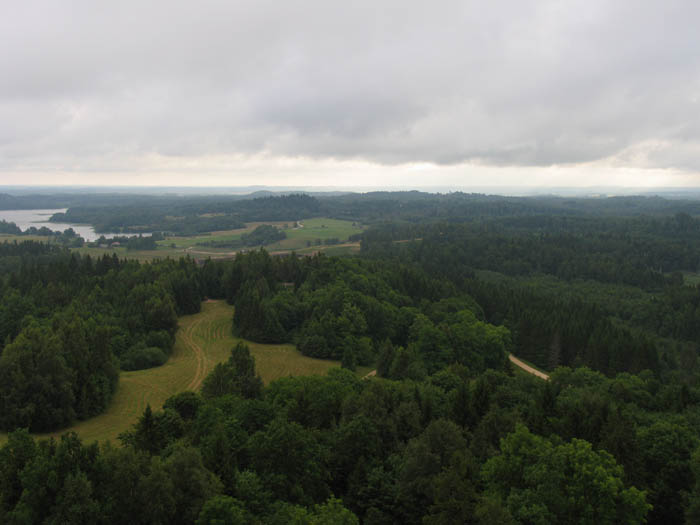
Vista des del cim de la torre de Gaizinkalns

### Fauna
Les espècies comunes de la vida silvestre a Letònia són el cérvol, el senglar, l'ant, el linx nòrdic, l'os, la guineu, els castors i els llops.

### Clima
Letònia té un clima continental humit i un clima temperat a causa de la influència marítima del mar Bàltic. Els estius són càlids, i el temps a la primavera i tardor bastant suau, però, els hiverns poden ser extrems a causa de la ubicació al nord. Les precipitacions són freqüents tot l'any amb les pluges més fortes a l'agost. En hiverns forts, Letònia està dominada pels vents freds de l'interior de Rússia, i les nevades severes hi són molt habituals.

## Política
El parlament unicameral letó de 100 escons, el Saeima, és escollit pel vot popular directe cada quatre anys. Les eleccions presidencials se celebren separadament, també cada quatre anys. El president designa a un primer ministre, que juntament amb el seu gabinet, forma el poder executiu del govern.

### Relacions exteriors
Esdevenir membre de la UE i l'OTAN foren objectius importants de la política durant la dècada de 1990. En un referèndum nacional el 20 de setembre de 2003, el 66,9% dels participants van votar a favor d'unir-se a la Unió Europea. Letònia es va convertir en membre de la Unió Europea l'1 de maig de 2004. També és membre de l'OTAN des del 29 de març 2004.
El Tractat de delimitació de la frontera amb Rússia va ser signat i ratificat el 2007. En el marc del tractat el districte de Abrene va passar a Rússia, les converses sobre les disputes de límits marítims amb Lituània estan en curs (la principal preocupació són els drets d'exploració de petroli).

### Partits polítics
- Partit Popular (TP)
- Unió de Verds i Agricultors (ZZS)
- Partit de la Nova Era (JL)
- Centre de l'Harmonia (SC)
- LPP/LC
- Per la Pàtria i la Llibertat/LNNK (TB/LNNK)
- Pels Drets Humans en una Letònia Unida (PCTVL)
- Unió Cívica (PS)

## Exèrcit
El concepte de defensa de Letònia es basa en el model suec-finlandès d'una força de reacció ràpida composta d'una base de mobilització i un petit grup de professionals de carrera. Les forces armades es compon de fusellers mòbils, una força aèria i una armada. Letònia coopera amb Estònia i Lituània en l'articulació BALTBAT Batalló d'Infanteria i l'esquadró naval de BALTRON que estan disponibles per a les operacions de manteniment de la pau.
Al 29 de març de 2004, Letònia es va unir oficialment a l'OTAN. En l'actualitat, l'OTAN participa en el patrullatge i la protecció de l'espai aeri de Letònia, ja que l'exèrcit de Letònia no té els mitjans per fer-ho amb eficàcia. Per aconseguir aquest objectiu una força de rotació de quatre caces de l'OTAN, que ve de diferents nacions i s'intercanvien en intervals de dos o tres mesos, es basa a Lituània per cobrir els tres estats bàltics.

## Subdivisió administrativa

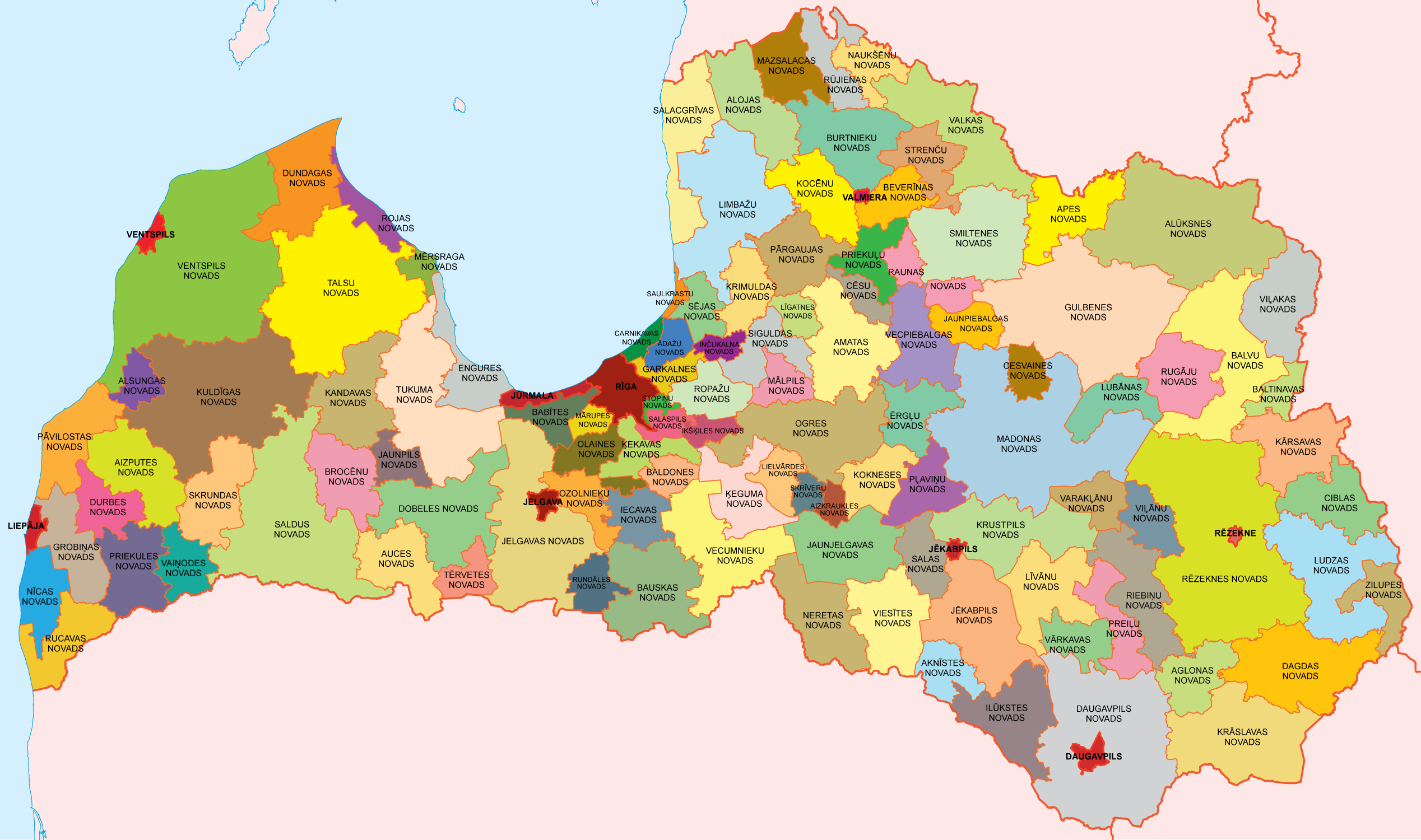
Divisió administrativa de Letònia des de 2009

Segons la Reforma Territorial Administrativa de Letònia, vigent des de l'1 de juliol de 2009, el país es divideix en 109 municipalitats (letó: novadi) i 9 ciutats republicanes (letó: republika pilsētas), cadascuna amb la seva pròpia administració. Aquesta darrera reforma del territori va eliminar l'antiga subdivisió en la qual hi havia 26 comtats anomenats rajons i set ciutats amb un estatus separat. La regió d'Abrene va ser un comtat de Letònia, part del territori va ser annexionat a l'època soviètica per la RSFS de Rússia, i actualment forma part de Rússia.

## Economia
Article principal: Economia de Letònia.
Letònia té com a soci comercial principal a Rússia, tot i que amb l'ingrés a la UE s'ha obert un nou mercat potencial de gran importància. Els productes que més exporten són tots aquells relacionats amb el peix i la seva indústria. Va adoptar l'euro com a moneda l'1 de gener de 2014, en substitució del lats.

### Infraestructures
El sector del transport representa al voltant del 14% del PIB. El trànsit entre Rússia i Occident és gran.
Els principals ports estan a Riga, Ventspils i Liepaja,la majoria del trànsit de trànsit l'utilitza i la meitat de la càrrega és el petroli cru i productes derivats del petroli.
Aeroport Internacional de Riga és l'aeroport més gran, amb 3,7 milions de passatgers el 2008.

## Demografia
La població de Letònia ha estat multiètnica durant segles, encara que la demografia va canviar dramàticament al segle xx a causa de les guerres mundials, l'emigració i l'eliminació dels germanobàltics, l'Holocaust, i l'ocupació per la Unió Soviètica. Segons el Cens de l'Imperi Rus de 1897, els letons van formar el 68,3% de la població total d'1,93 milions. Els russos representaven el 12%, els Jueus el 7,4%, els alemanys el 6,2%, i els polonesos de 3,4%.
Els letons i els livonians, els pobles indígenes de Letònia, ara constitueixen aproximadament el 62,1% de la població, el 26,9% dels habitants són russos,els belarussos el 3,6%,els ucraïnesos 2,5%,els polonesos 2,3%,els lituans 1,3%,els jueus 0,4%, els gitanos 0,4%, 0,2% alemanys, els estonians 0,1% i altres 2,2%. Aproximadament el 56% dels russos ètnics que viuen a Letònia són ciutadans de Letònia.
En algunes grans ciutats, per exemple, Riga, Daugavpils i Rēzekne, els russos i d'altres minories superen en nombre als letons. Les minories d'altres països, com Belarús, Ucraïna, Polònia, Lituània, etc., també viuen a Letònia. La part de letons havia caigut del 77% (1.467.035) el 1935 al 52% (1.387.757) el 1989. El 2005 hi havia fins i tot menys letons que el 1989, encara que el seu percentatge de la població era més gran - 1.357.099 (57% dels habitants).
L'idioma oficial de Letònia és el letó, que pertany al grup lingüístic del Bàltic de la família de les llengües indoeuropees. Un altre idioma notable de Letònia és el Livonià de la gairebé extinta subbranca Llengües baltofineses de la família lingüística dels Urals, que gaudeix de protecció per llei, la llengua Latgalian - un dialecte del letó - també està protegit per la legislació letona com una variació històrica de la llengua letona. El Rus, que es parlava durant el període soviètic, i també durant l'època imperial de Rússia és de lluny l'idioma de la minoria més estesa i s'entén també per gairebé tots els letons que van començar la seva educació durant el període soviètic.

### Religió

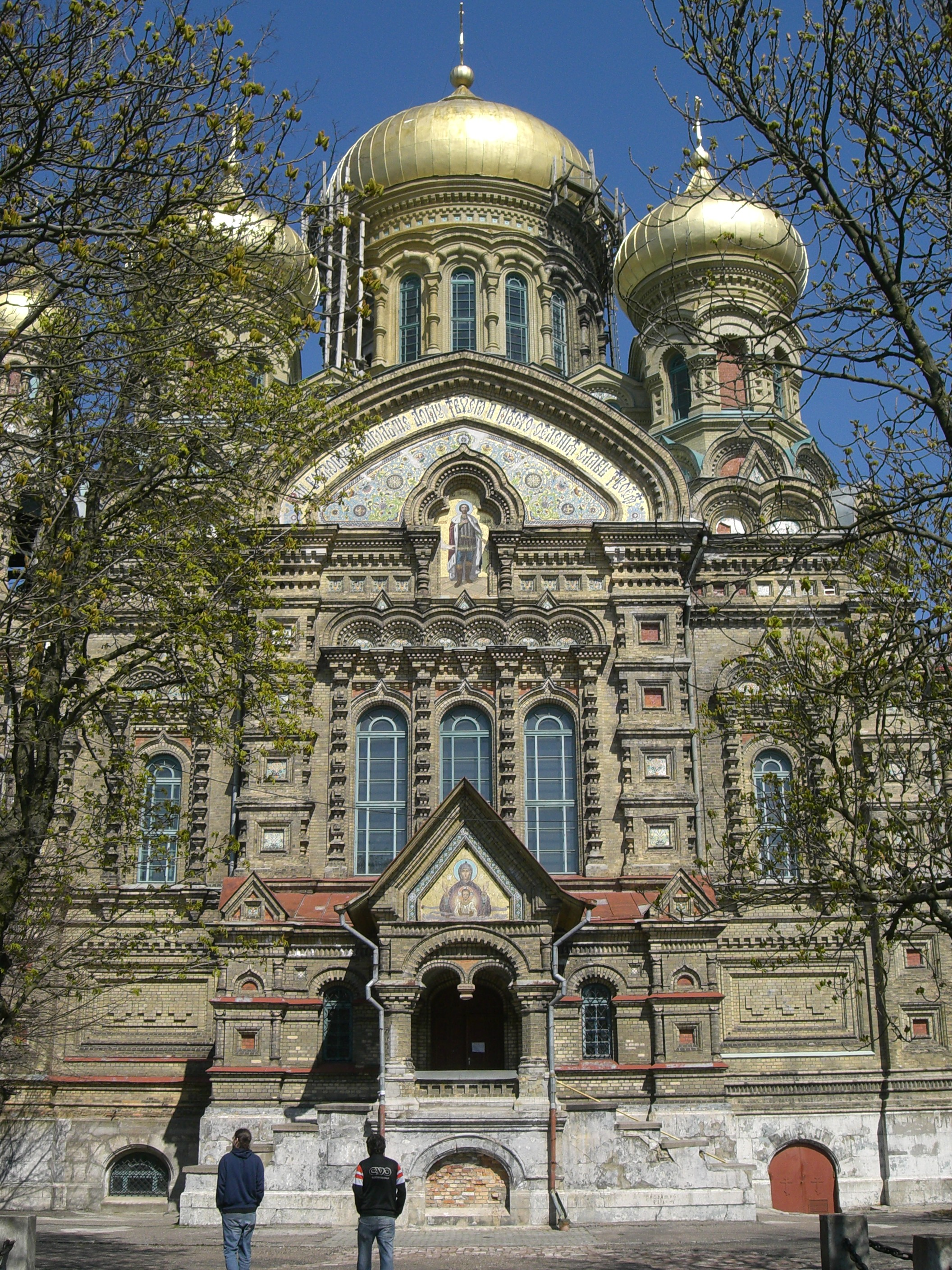
Catedral naval ortodoxa de Sant Nicolau a Karosta

La religió més important és el cristianisme, encara que només el 7% de la població assisteix a serveis religiosos regularment. Els grups més grans el 2006 són:
- Catòlica Romana - 500.000
- Església Evangèlica Luterana de Letònia - 450.000[12]
- Ortodoxa de Letònia - 350.000

Segons la més recent enquesta de l'Eurobaròmetre de 2005, el 37% dels ciutadans de Letònia va respondre que creien "hi havia un Déu", mentre que el 49% va respondre que creien "en una mena d'esperit o força vital". El 10% No creien hi hagués "cap mena d'esperit, déu, o força de vida".
El Luteranisme era molt més fort abans de l'ocupació soviètica, quan es tractava d'una religió majoritària, però des d'aleshores el luteranisme en tots els estats del Bàltic s'ha reduït en un grau molt més gran que el catolicisme romà. Els cristians ortodoxos del país pertanyen a l'Església Ortodoxa de Letònia, un organisme semiautònom dins de l'Església Ortodoxa Russa. Hi ha 182 musulmans oficialment que viuen a Letònia. També hi ha Jueus (9.743 el 2006).
Hi ha més de 600 neopagans letó, Dievturi (El Godskeepers), la religió es basa en la mitologia letona. Al voltant del 40% de la població total no pertany a una religió específica.